# Sutep Oomchompoo
Sutep Oomchompoo (ur. 2 kwietnia 1991) – tajski zapaśnik w stylu wolnym i klasycznym.
Złoty medalista igrzysk Azji Południowo-Wschodniej w 2009 i brązowy w 2011. Piąty na igrzyskach azjatyckich w 2010. Piąty na mistrzostwach Azji w 2010 i trzynasty w 2009 roku.